# Acer pinnatinervium
Acer pinnatinervium é uma espécie de árvore do gênero Acer, pertencente à família Aceraceae.